# Atalaya, Extremadura
Atalaya är en kommunhuvudort i Spanien.   Den ligger i provinsen Provincia de Badajoz och regionen Extremadura, i den sydvästra delen av landet, 300 km sydväst om huvudstaden Madrid. Atalaya ligger 526 meter över havet och antalet invånare är 338.
Terrängen runt Atalaya är varierad. Runt Atalaya är det ganska glesbefolkat, med 22 invånare per kvadratkilometer. Närmaste större samhälle är Zafra, 10,2 km norr om Atalaya. Trakten runt Atalaya består till största delen av jordbruksmark.